# Rita, la petite danseuse
Pour plus de détails, voir Fiche technique et Distribution.
Rita, la petite danseuse (titre original : Look Your Best ou The Bitterness of Sweets) est un film américain muet réalisé par Rupert Hughes et sorti en 1923 ; il met en vedette Antonio Moreno et Colleen Moore.

## Fiche technique
- Titre original principal : Look Your Best
- Réalisation : Rupert Hughes
- Scénario : Rupert Hughes
- Directeur de la photographie : Norbert Brodin
- Direction artistique : Cedric Gibbons
- Société de production : Goldwyn Pictures Corporation
- Pays d'origine :  États-Unis
- Format : Noir et blanc — 35 mm — 1,33:1 — Muet

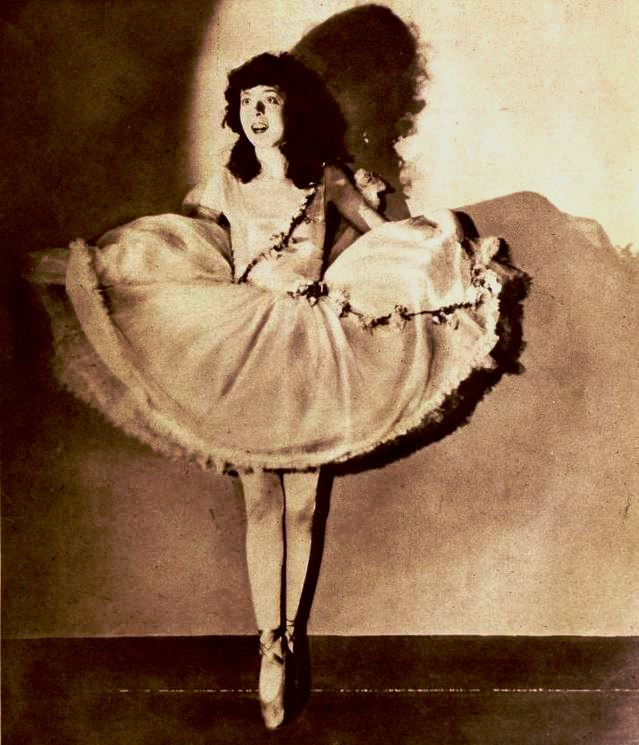
Colleen Moore, publicité pour le film dans Movie Weekly du 19 août 1922.

- Genre : Comédie
- Durée : 60 minutes
  - Dates de sortie :
  - États-Unis : 18 février 1923
  - France : 15 août 1924

## Distribution
- Colleen Moore : Perla Quaranta
- Antonio Moreno : Carlo Bruni
- William Orlamond : Pietro
- Orpha Alba : Nella
- Earl Metcalfe : Krug
- Martha Mattox : Mrs. Blitz
- Francis McDonald : Alberto Cabotto

## Conservation
Aucune copie n'existant dans aucune archive cinématographique, cela fait de Rita, la petite danseuse, un film perdu.